# مجمع الاهتلاك
مجمع الاهتلاك  أو الاندثار المتناقص (بالإنجليزية:  Accumulated Depreciation )‏ وهو الاهتلاك أو الاندثار (وليس الاستهلاك) الذي يتم تجميعه ضمن حساب (الاهتلاك المتراكم) Accumulated Depreciation وهو حساب عكسي إذ انه سيطرح من الجانب الذي تم وضعه ضمنه (جانب الاصول).
لايجوز علمياً تسميته مخصص، لان المخصص قد يفهم منه ان هناك مبالغ مالية ستدفع مقدما ويجب أن يظهر ضمن الالتزامات الاهتلاك Depreciation وهو مختلف عن الاستهلاك Consumption لان الثاني هو الاستهلاك من السلع والخدمات، اما الأول (الاهتلاك Depreciation) فهو التوزيع المنتظم للتكلفة التاريخية. 
ويعرف في علم الاقتصاد باسم (الاندثار المتناقص) وهو الاندثار أو الأهتلاك الذي يحدث بمعدل أسرع من الاندثار الطبيعي، بحيث تهبط قيمة الأصول المادية كثيرا بمرور الوقت. 

## مواقع ذات صلة
- موقع دليل المحاسبين